# Caprorhinus zolotarevskyi
Caprorhinus zolotarevskyi is een rechtvleugelig insect uit de familie Pyrgomorphidae. De wetenschappelijke naam van deze soort is voor het eerst geldig gepubliceerd in 1929 door Uvarov.